# Mansfeld MPC
Mansfeld MPC (Mansfeld Process Controller) bezeichnet eine Reihe von 8-Bit-Computern, die im VEB Mansfeld Kombinat Wilhelm Pieck in Lutherstadt Eisleben zwischen 1985 und 1990 produziert wurden.

## Geschichte
Die MPC entstanden „aus der Not“, da das Kombinat Robotron keine Computer in ausreichender Stückzahl liefern konnte oder wollte. Aufgrund freier Kapazitäten entschied man sich für eine Eigenentwicklung. 1982 wollte das Kombinat ein Terminal ohne Laufwerk namens Mansfeld-Prozess-Terminal (MPT) herstellen. Es wurden lediglich einige Muster produziert. Ein anderer Entwurf mit einem Datasette-Laufwerk K5200 und dem Betriebssystem MBOS wurde verworfen, da die Laufwerke nicht in ausreichender Stückzahl zur Verfügung standen. Danach ging man zum Entwurf eines Personal Computers über, aus denen der MPC1 entstand. Er ist also nicht das Ergebnis der staatlich verordneten Konsumgüterproduktion in der DDR, wo es alltäglich war, dass diverse Betriebe auch branchenfremde Produkte herstellten. Trotzdem wurden einige Geräte an die Deutsche Reichsbahn ausgeliefert, da sich die Bahn an der Entwicklung beteiligte, um die Mikrorechnergesteuerter Fahrkartenautomaten („MFA“) abzulösen. Einige Rechner wurden auch an ein Bergbauunternehmen in die Volksrepublik Polen sowie an die Bergakademie Freiberg geliefert. Die Produktion endete infolge der Währungs-, Wirtschafts- und Sozialunion 1990, die viele Betriebe, auch das Mansfeldkombinat, vor zahlreiche ungekannte Herausforderungen stellte. Als Begründung wurden „mangelnde Erfolgsaussichten“ angegeben.

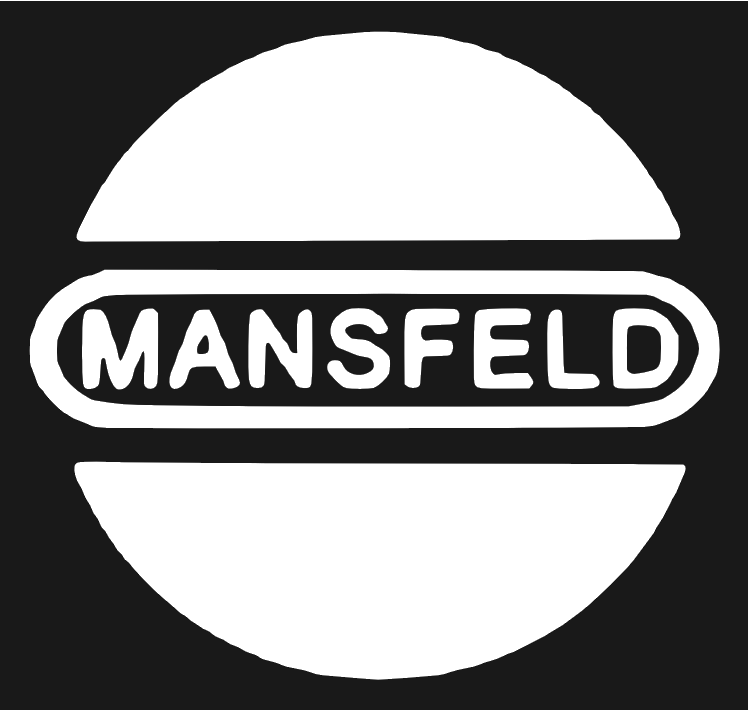
Firmenlogo des Mansfeld-Kombinates

## Einsatzmöglichkeiten
- alltägliche Büroarbeiten (Textverarbeitung, Tabellenkalkulation etc.)
- Steuerung der Walzen
- Steuerung der Bohrer
- Steuerung von Analysegeräten und Fertigungslinien
- seismische Überwachung des Raums Eisleben/Sangerhausen
- Projektierung und Konstruktion
- Steuerrechner für Spektrometer
- Terminal für den P8000
- Ausbildung in betriebseigenen Berufsschulen, Fachschulen und der Bergakademie Freiberg
- als Messcomputer und Terminal für ESER-Rechner (nicht umgesetzt)

## Modelle
Vom Mansfeld MPC wurden in einem Zeitraum von sechs Jahren vier Modelle produziert:

### MPC1
Der MPC1 bildete den Auftakt der Produktlinie. Er wurde im Juli 1984 auf der Messe der Meister von Morgen (MMM) vorgestellt und mit einem Sonderpreis bedacht. Im September des gleichen Jahres wurde die Marktreife erreicht.
Als Diskettenlaufwerk diente ein K5600.10 aus dem Hause Robotron. Pro Diskette konnten 200 KB gespeichert werden. Es waren zwei K 1520-Slots verbaut, wofür einer bereits durch den Floppy-Disk-Controller K5126 belegt wurde. Der zweite blieb für Erweiterungen frei. Das Netzteil war analog. Das Gehäuse bestand aus PUR-Schaum. Die Tastatur war eine K7659. Als Schnittstellen stand ein Anschluss für ein externes Diskettenlaufwerk für 8-Zoll oder 5¼-Zoll zur Verfügung. Weiterhin gab es eine parallele Centronics-Schnittstelle sowie 2×2 serielle Schnittstellen (IFSS, V.24) die umschaltbar waren und maximal zwei gleichzeitig genutzt werden konnten. Als Monitor diente ein Junost-Fernseher. Als Drucker diente eine Erika S6005.
Heutzutage scheint es laut robotrontechnik.de nur noch ein Exemplar zu geben, dieses ist im DDR-Museum Thale ausgestellt. Es wurden nur wenige Rechner gebaut.

### MPC2
Bereits ein Jahr später wurde der Nachfolger, MPC2, nachgeschoben. Er wurde im Juli 1985 auf der Bezirks-Messe der Meister von Morgen vorgestellt.
Seine wesentliche Aufgabe waren Tests der Energiesteuerrechner AKS. Weiterhin wurde eine EPROM-Programmierkarte angeboten die Anfangs vorne am Gerät – noch ohne Gehäuse – angebracht wurde. Spätere Modelle wurden an die Rückseite über ein Kabel angeschlossen. Als Laufwerk kamen diesmal zwei K5601 (Kapazität 780 KB) zum Einsatz. Ein stärkeres Netzteil und ein Kühler wurde eingesetzt. Das Gehäuse musste leicht erhöht werden. Als Monitor benutzte man den K7222. Externe Laufwerke konnten nicht mehr angeschlossen werden.
Vom MPC2 wurden etwa 500 Stück produziert. Die Produktion endete 1988.

### MPC3
Der Nachfolger MPC3 wurde 1987 entwickelt.
Neu war die Tastatur, es wurde ein Einbaumodell von der Tastatur des PC 1715 verwendet. Außerdem wurde ein neues Mainboard verbaut und die CPU war schneller. Von nun an standen den Anwender auch der doppelte RAM zur Verfügung. Als Floppycontroller kam eine Eigenentwicklung zum Einsatz. Die Grafikkarte GDC1 wurde vom Mainboard separiert und in der Leistungsfähigkeit erhöht. Zumeist wurden Drucker der japanischen Firma Epson vom Modell LX80 angeschlossen.
Die geplante Serienproduktion ab Januar 1988 konnte nicht starten, weil der Liefervertrag mit Robotron über die PC 1715-Einbautastaturen nicht erfüllt werden konnte. Unmittelbar danach begann die Entwicklung des Nachfolgermodells.

### MPC4
Im März 1988 war der MPC4 serienreif.
Die Tastatur (K7672.03) war diesmal abgesetzt und der des PC 1715 überlegen. Von der Leistung her entsprach er ungefähr diesen Robotron-Computer. Es gab auch eine Variante als Rack. Er verfügte über 256 KB Arbeitsspeicher, davon 192 KB als RAM-Disk. Mansfeld stellte auch Versuche mit 512 KB Speicher an, ob diese je produziert wurden, ist unklar. Auch die Grafikkarte wurde erneut überarbeitet und erhielt die Bezeichnung GDC2. Ein zweites Modell mit Farbdarstellung war wohl geplant. Ein freier Slot (K1520) konnte für Erweiterungen durch Drittanbieter belegt werden oder aber für Mansfeld-eigene Entwicklungen wie dem Modem DFW. Die Signale des Centronics-Anschlusses konnten mit DIP-Schaltern umgeschaltet werden. Als Monitore kamen u. a. der K7222 aber auch westliche Erzeugnisse von Epson oder das Modell ALPHA1 (vmtl. von Reikotronic) zum Einsatz. Die Drucker stammten wiederum von Epson, diesmal der FX1000. Die Leistungsfähigkeit entspricht in etwa dem PC 1715W.
Mit 900 hergestellten Einheiten ist der MPC4 das verbreitetste Modell; allerdings wurde die vorgesehene Jahresproduktion von 5.000 Stück nie erreicht. Ein Rechner steht in den Technischen Sammlungen Dresden.